# Pyridinium
Een pyridiniumion is de kationische vorm van pyridine. Pyridiniumionen kunnen ontstaan door protonering van pyridine. Door alkylering van pyridine zelf kunnen gesubstitueerde pyridiniumionen (alkylpyridiniumionen) ontstaan. Pyridiniumzouten zijn zouten die een pyridiniumion bevatten. Het pyridinium-ion is iso-elektronisch met benzeen.

Het pyridiniumion

## Synthese
Het vrij elektronenpaar op het stikstofatoom van de aromatische ring in pyridine is niet gedelokaliseerd in het aromatisch systeem. De orbitaal met deze elektronen ligt in het vlak van de ring, in tegenstelling tot de orbitalen die verantwoordelijk zijn voor de gedelokaliseerde orbitalen, die juist onder en boven het vlak van de ring liggen. De positieve lading van pyridinium kan wel vlot gedelokaliseerd worden.
Bijgevolg is pyridine vrij sterk basisch (de pKa van het pyridiniumion is ongeveer 5,2). Pyridiniumzouten kunnen dan ook probleemloos gevormd worden door behandeling van pyridine met een sterk zuur.
Alkylpyridiniumzouten kunnen bereid worden door directe alkylering van pyridine met een halogeenalkaan.
Pyridiniumzouten zijn vaak onoplosbaar in organische solventen, dus dient het reactieproduct meestal gewoon afgefiltreerd te worden.

## Toepassingen
Pyridiniumchlorochromaat wordt toegepast bij de oxidatie van alcoholen tot ketonen of aldehyden. Een verwante verbinding is pyridiniumdichromaat.